# Jonathan Haagensen
Jonathan Haagensen född den 23 februari 1983 i Rio de Janeiro är en brasiliansk skådespelare.

## Filmografi (i urval)
- 2002 - Guds stad (film) – Cabeleira
- 2003 - Cidade dos Homens – Madrugadão
- 2005 - Poeta da Vila – Cartola

## Utmärkelser
- 2002 – Havana Film Festival, bästa skådespelare.
- 2004 – Brazilia Festival of Brazilian Cinema, bästa biroll.